# Merremia discoidesperma
Merremia discoidesperma är en vindeväxtart som först beskrevs av John Donnell Smith, och fick sitt nu gällande namn av O'donell. Merremia discoidesperma ingår i släktet Merremia och familjen vindeväxter. Inga underarter finns listade i Catalogue of Life.